# Райнер, Адам
Адам Райнер (нем. Adam Rainer; 1899—1950) — австрийский мужчина, который в течение жизни был и карликом, и гигантом.

## Биография
Родился в 1899 году в Граце в австрийской семье. Его родители были обычного роста: отец — 172, мать — 165 см, брат тоже был нормального роста.
В 1917 году, в возрасте 18 лет, рост Адама составлял 122,5 см, вследствие чего он был освобождён от службы в армии и не был призван на войну. Затем, в 26 лет, произошёл резкий всплеск роста Райнера так, что в 1931 году он достиг высоты 218 см. В результате гигантизма он был прикован к постели и болел кифозом. У Адама Райнера была опухоль на гипофизе, чем врачи объясняли такой скачок роста в возрасте, когда люди обычно перестают расти. В 1930 году опухоль была удалена Оскаром Хиршем, но Адам всё равно рос, хоть и медленнее. Также Райнер страдал от акромегалии с очевидными для неё признаками: аномально длинные руки и ноги, выступающий лоб и челюсть, большие губы и редкие зубы.
Когда он умер 4 марта 1950 года, его рост достигал 234 см. После смерти был кремирован, место захоронения неизвестно.